# Jekatierina Sawinowa
Jekatierina Fiodorowna Sawinowa (ros. Екатерина Фёдоровна Савинова, ur. 26 grudnia 1926 w osadzie Jelcowka w Kraju Ałtajskim, zm. 25 kwietnia 1970 w Nowosybirsku) – radziecka aktorka filmowa. Popełniła samobójstwo, rzucając się pod pociąg.

## Filmografia
- 1949: Wesoły jarmark (Кубанские казаки), reż. Iwan Pyrjew
- 1951: Wiejski lekarz (Сельский врач), reż. Siergiej Gierasimow
- 1953: Czuk i Hek (Чук и Гек), reż. Iwan Łukinski
- 1954: Wielka rodzina (Большая семья), reż. Josif Chejfic
- 1956: Miesiąc miodowy (Медовый месяц), reż. Nadieżda Koszewierowa
- 1959: Ballada o żołnierzu (Баллада о солдате), reż. Grigorij Czuchraj
- 1962: Przyjdź jutro (Приходите завтра), reż. Jewgienij Tashkov
- 1964: Wesele Balzaminowa (Женитьба Бальзаминова), reż. Konstantin Woinow

## Nagrody i odznaczenia
- Złota Palma dla najlepszej aktorki (1955)
- Zasłużony Artysta RFSRR (1965)